# Зайкевич, Анастасий Егорович
Анастасий Егорович Зайкевич (1842—1931, Лубны) — учёный-агроном

, физиолог растений, этнограф.

## Биография
Происходил из дворян Лубенского уезда Полтавской губернии. Родился в 1842 году в Матяшовке.
Воспитывался в Киевском военном училище, затем получил аттестат зрелости во 2-й Харьковской гимназии. В 1870 году окончил Новороссийский университет и был оставлен при нём для подготовки к профессорскому званию. В 1872—1873 годах изучал агрономию за границей: был командирован в Боннский и Лейпцигский университеты; затем продолжал образование при Петровской сельскохозяйственной академии в Москве.
С 1876 года работал в Харьковском университете: сначала — лаборант при кафедре химии физико-математического факультета; с 1877 года — приват-доцент, с 1878 года — доцент по кафедре агрономии физико-математического факультета; с 1894 года — исправляющий должность экстраординарного профессора по той же кафедре; организовал агрономическую лабораторию. С 1886 года — почётный член Полтавского сельскохозяйственного общества.
В 1915—1930 годах заведовал отделом полеводства Солоницынской селекционной опытной станции в Лубенском районе.
Автор сочинения: «Физиологическое исследование над дыханием корней» (Харьков : Унив. тип., 1877. — 61 с., 2 л. черт.; магистерская диссертация); «О необходимости развития пчеловодства и исследования состояния его в южном крае» ([Одесса] : тип. П. Францова, ценз. 1880. — 37 с.), «Об устройстве опытного поля в Тростянце» (Харьков, 1880), «О некоторых сторонах культуры сахарной свекловицы» (1888); «Агрономия как наука вообще и университетская в частности» (Харьков: тип. В. С. Бирюкова, 1891. — 55 с.); «Задачи исследований в области культуры сахарной свеклы и их организация» (Харьков : тип. А. Н. Гусева, 1891. — 18 с.); «Об исследовании культуры русских пшениц» (Харьков : тип. А. Н. Гусева, 1891. — 12 с.). Составлял отчёты о различных исследованиях, произведённых на опытных полях Харьковского сельскохозяйственного общества. Принимал участие в организации сельскохозяйственных выставок и съездов.
Он является соавтором сорта люцерны Гримм-Зайкевича и автор сорта мяты Mitcham.
Для Н. В. Лысенко записывал народные песни Лубенщины, пропагандировал творчество Тараса Шевченко. Исследовал гончарные промыслы, издал труд «Мотивы малороссийского орнамента гончарного производства» (Полтава, 1883); участвовал в создании Миргородского керамического техникума (1896).
Умер в Лубнах в 1931 году.
Именем Зайкевича названа улица в Полтаве.